# Sveriges KFUK:s Scoutförbund
Sveriges KFUK:s Scoutförbund bildades 1921. Förbundet var en del av den dåtida KFUK-rörelsen.

## Historia
Scoutarbetet inom KFUK påbörjades redan 1914, efter att några KFUK-ledare från Göteborg varit i kontakt med Ebbe Lieberath. Förbundet bildade tillsammans med Sveriges Flickors Scoutförbund Sveriges Flickscoutråd.
Den för många välkända scoutalmanackan introducerades av KFUK:s scoutförbund 1944.
Förbundet gick 1960 ihop med KFUM:s Scoutförbund och bildade KFUK-KFUM:s Scoutförbund.

## Flickscoutchefer
KFUK:s scoutförbund hade under sin knappt fyrtioåriga verksamhet fyra flickscoutchefer. Dessa fyra var:
- Lydia Lidholm 1921–1929
- Elsa Cedergren 1929–1951
- Signe Dreijer 1951–1956
- Ingrid Lundbäck 1956–1960